# 블루비어드의 여덞 번째 아내
블루비어드의 여덟 번째 아내(Bluebeard's Eighth Wife)는 미국에서 제작된 에른스트 루비치 감독의 1938년 코미디, 멜로/로맨스 영화이다. 클로데트 콜베르 등이 주연으로 출연하였다. 개봉명은 청염 제8처(靑髥第8妻)이다. 그 밖의 알려진 다른 제목은 블루비어즈 에이스 와이프이다.

## 출연

### 주연
- 클로데트 콜베르
- 게리 쿠퍼

### 조연
- 에드워드 에버렛 홀튼
- 데이빗 니븐
- 엘리자베스 패터슨
- 허먼 빙
- 워렌 하이머

## 제작진
- 프로듀서: 에른스트 루비치